# 1319년

## 연호
- 원(元) 연우(延祐) 6년
- 일본(日本) 분포(文保) 3년 / 겐오(元応) 원년
- 쩐 왕조(陳朝) 다이카인(大慶) 6년

## 기년
- 원(元) 인종(仁宗) 8년
- 고려(高麗) 충숙왕(忠肅王) 6년
- 쩐 왕조(陳朝) 명종(明宗) 6년

## 탄생
- 4월 16일 - 발루아 왕가의 2대 왕 장 2세
- 월일 미상 - 고려의 권희(權僖)·이무방(李茂芳)

## 사망
- 음력 1월 19일 - 고려의 김사원(金士元)
- 음력 4월 14일 - 고려의 충렬왕비 정화궁주(貞和宮主)
- 음력 8월 17일 - 고려의 오양우(吳良遇)
- 음력 9월 26일 - 고려의 충숙왕비 복국장공주(濮國長公主)